# Dolmen du Prignon
Le dolmen du Prignon est un dolmen situé à Saint-Cézaire-sur-Siagne, dans le département des Alpes-Maritimes en France.

## Description
Le dolmen est inclus dans un tumulus de 9 m de diamètre, de 1 m de hauteur. La chambre mesure 1,80 m de long sur 1,60 m de large. Elle est délimitée par cinq orthostates dont deux utilisés comme piliers d'entrée. Elle est précédée d'un petit couloir (1 m sur 0,60 m). Des débris  de dalle sont visibles à l'extérieur.
Des ossements humains, dont des crânes, y ont été découverts. Le mobilier funéraire comprend des outils lithiques (pointes et armatures de flèches, poignard en silex, fragment de lames, lamelle, éclat), des éléments de parure (pendeloques, fragment d'épingle en bronze, perles, fragment d'anneau) et des tessons de poteries. L'ensemble est daté du Néolithique final/Bronze ancien.